# Chromatics (banda)
Chromatics foi uma banda americana de música eletrônica, originária de Portland, Oregon, formada em 2001. A banda é formada por Ruth Radelet (vocal, guitarra, sintetizador), Adam Miller (guitarra, vocoder), Nat Walker (bateria, sintetizador) e Johnny Jewel (produtor, multi-instrumentista). A banda originalmente apresentava um som de marca registrada em dívida com o punk e lo-fi que foi descrito como "barulhento" e "caótico".  Após várias mudanças na formação, que deixaram o guitarrista Adam Miller como o único membro original, a banda começou a lançar material pela gravadora Italians Do It Better em 2007, com seu estilo simplificado em um som influenciado pela Italo disco. 
Seu terceiro álbum Night Drive (2007) foi recebido com aclamação da crítica, assim como seu quarto álbum, Kill for Love, lançado em 26 de março de 2012. Várias das canções da banda foram apresentadas em séries de televisão como Bates Motel, Gossip Girl, Mr. Robot, “Mindy Project”, Parenthood, Revenge, Riverdale, 13 Reasons Why, The 100, Baby e Twin Peaks, além de ser apresentado nos filmes Drive (2011), Taken 2 (2012), e The Perfection (2019). Em dezembro de 2014, a banda anunciou o que seria seu quinto álbum de estúdio, intitulado Dear Tommy .  Embora o Chromatics tenha lançado vários singles dele, Dear Tommy ainda não tinha sido lançado  quando eles lançaram o álbum Closer to Gray em outubro de 2019.

## Membros
- Ruth Radelet - voz, guitarra, sintetizador
- Adam Miller - guitarra, vocoder
- Nat Walker - bateria, sintetizador
- Johnny Jewel - programação, produção, sintetizador, guitarra, bateria, mixagem, engenharia